# Zdobycie Warszawy (1657)
Zdobycie Warszawy przez Rakoczego – operacja wojenna podczas najazdu szwedzkiego na Polskę w trakcie drugiej wojny północnej. 
W czerwcu 1657 r. sprzymierzona armia szwedzko-siedmiogrodzka dowodzona przez Jerzego II Rakoczego skierowała się na Warszawę, przekraczając Wisłę pod Zakroczymiem. Komendant stolicy – major Eliasz Łącki dysponował siłą ponad 1000 żołnierzy, w większości z oddziałów jazdy, wzmocnionych wkrótce dwiema chorągwiami piechoty przybyłymi z Częstochowy. 12 czerwca pod murami Warszawy stanęły pierwsze oddziały kozackie w służbie Rakoczego; sam książę z siłami głównymi nadciągnął pod miasto dwa dni później – 14 czerwca. Jeszcze tego samego dnia rozpoczęto pierwsze szturmy odparte przez żołnierzy Łąckiego. 
Dnia 15 czerwca Siedmiogrodzianie kontynuowali szturmy na mury miejskie, za każdym razem odpierani przez Polaków, którzy w dodatku przeprowadzali udane wypady z miasta, zadając przeciwnikowi wysokie straty. W następnym dniu niespodziewanie przeszedł na stronę Rakoczego oddział jednego z dowódców wojsk polskich – Regulskiego, po czym 17 czerwca podjęto rokowania w sprawie kapitulacji. Porozumienie zawarte przez Janosa Kemeny'ego, Jerzego Niemirycza oraz Eliasza Łąckiego zawierało 10 artykułów. Obydwie strony uwolniły jeńców i zwróciły sobie zdobyte wcześniej sztandary. Zagwarantowano też powstrzymanie się przed grabieżą miasta. Na mocy porozumienia załoga z rozwiniętymi sztandarami i przy odgłosie bębnów opuściła miasto z dwoma działami i niewielką ilością amunicji.
Ponieważ w negocjacjach nie uczestniczył dowodzący oddziałami szwedzkimi Gustaw Otto Stenbock, po wkroczeniu do miasta w kilka dni później nie uznał on punktów układu, zezwalając swym żołnierzom na grabież. Dnia 23 czerwca oddziały szwedzko-siedmiogrodzkie opuściły spustoszoną Warszawę kierując się na Łowicz. 